# Harry Bergström

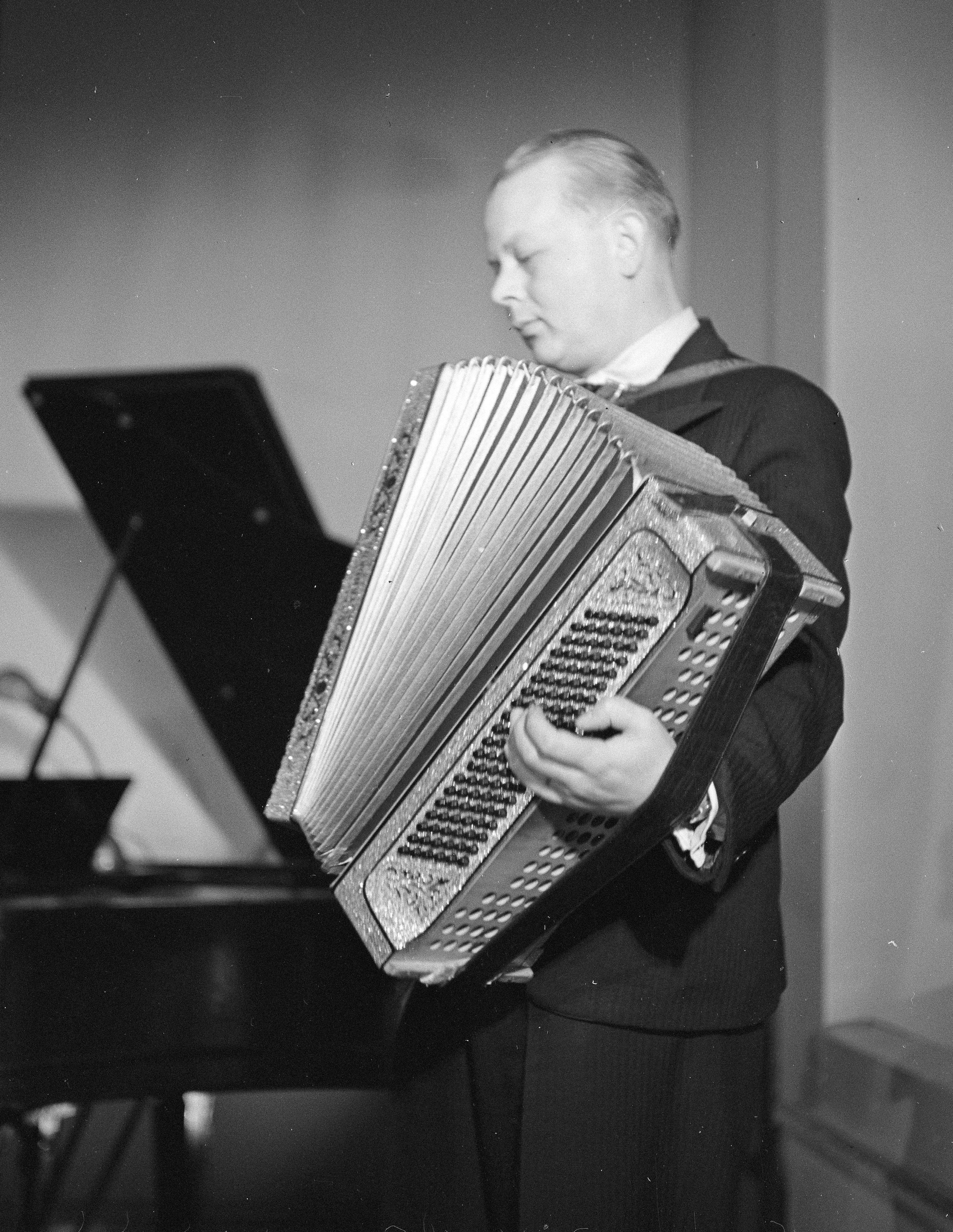
Harry Bergström under krigsåren.

Harry Lennart Yrjö Bergström, född 4 april 1910 i Tammerfors, död 11 december 1989 i Nurmijärvi, var en finländsk musiker, kompositör, dirigent och kapellmästare. Bergström var far till kompositören Matti Bergström (1938–1994).

## Biografi
Bergström började spela redan som skolpojke och var aktiv dragspelare i Fred Freddy's Dance Band 1926–27. Åren 1927-28 var Bergström pianist i skolorkestern Black Birds, där även brodern, violinisten Rainer, trummisen Osmo Aalto och trumpetist-trombonisten Klaus Salmi ingick. Under slutet av 1920-talet började Bergström undervisa i piano och komposition vid Helsingfors konservatorium. Åren 1928 ingick Bergström som pianist i Freddy's Novelty Buddians, men när orkestern lades ner 1930, övergick Bergström till Hot Five, där han verkade som pianist och dirigent. En 1931 var han dessutom aktiv som pianist i Flappers Dance Band. Vid samma tid syntes Bergström i orkestern vid restaurangen Paris, vilken var den finska huvudstadens mest populära restaurang.
Under slutet av 1930-talet verkade Bergström som filmkompositör och kapellmästare. I maj 1945 ingick Bergström som pianist i Rytmin Swing Trio, där övriga medlemmar var gitarristen Ingmar Englund och basisten Mauno Maunola. Bergström medverkade även vid trions skivinspelningar med Maire Valonen och Henry Theel. För sina insatser som kompositör i filmerna Rion yö (1951), Jälkeen syntiinlankeemuksen (1953) och Viimeinen savotta tilldelades Bergström Jussistatyetten.
1947 grundade Bergström i Metro-tytöt, där han var aktiv fram till 1950, då han övergick till Kipparikvartetti, där han var aktiv fram till 1983.